# BRECA Health Care

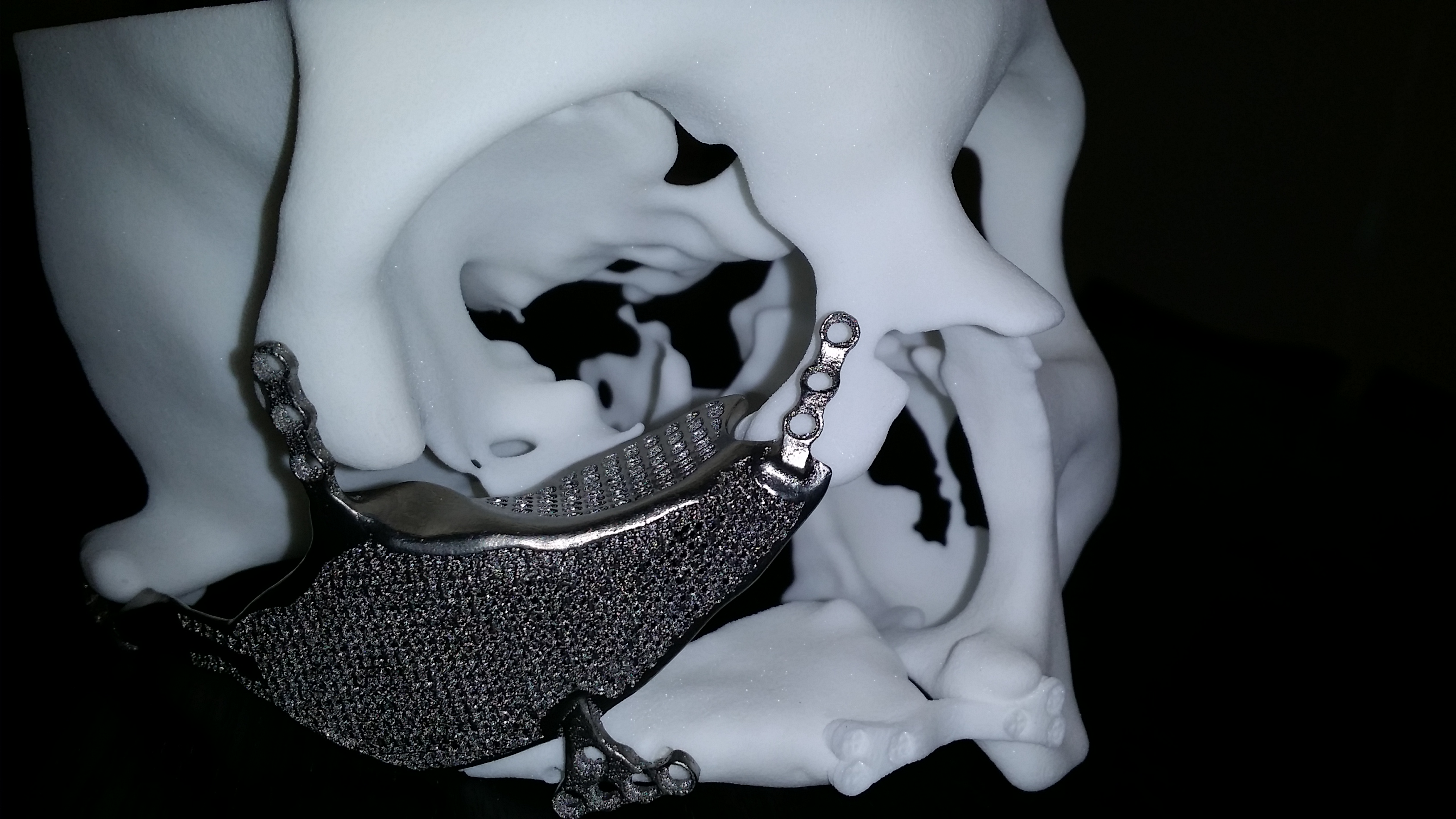

BRECA Health Care es una empresa española de dispositivos médicos con sede en Granada, España, fundada en 2010.

## Información
BRECA Health Care desarrolla dispositivos médicos a medida utilizando tecnologías de impresión 3D.  La compañía tiene actividad en todo el mundo, siendo España, Portugal, Bélgica, Colombia, México y Arabia Saudí sus principales mercados para esta línea de negocios. También desarrolla instrumentos para hospitales y grupos de investigación.

## Historia
La empresa fue fundada en 2010 por José Manuel Baena, PhD, ingeniero industrial y de automoción deportiva que comenzó a trabajar en el proyecto FABIO para el desarrollo de dispositivos médicos especializados en el Instituto de Biomecánica de Valencia en 2008. Ha sido una de las primeras empresas biotecnológicas a nivel mundial en implantar un dispositivo de impresión 3D, y la primera en España.
En 2011 y en el marco de un proyecto de colaboración con la Universidad de Granada, BRECA Health Care inició el proyecto llamado REGEMAT 3D que se convirtió en un spin-out de relevancia en el espacio de biofabricación y bioimpresión.